# Azúcar Moreno
Azúcar Moreno (română: Zahăr brun) este un duet spaniol format din surorile Antonia (n. 14 martie 1962) și Encarnacion Salazar (n. 10 ianuarie 1961). Surorile Salazar au înregistrat vânzări de peste 2.000.000 în Spania și peste 10.000.000 în întreaga lume. 
Surorile Salazar provin dintr-o familie de cântăreți de etnie romă din Badajoz, Extremadura. Bunicul, tatăl, unchiul (Porrina de Badajoz) cât și frații săi, componenți ai trupei Los Chunguitos sunt cântăreți și compozitori renumiți în Spania. Primele lor contacte cu muzica au avut loc alături de trupa fraților lor iar ca duet au debutat în 1984 cu albumul Con la miel en los labios.
În anul 1990 au reprezentat Spania la concursul Eurovision care s-a desfășurat la Zagreb în  Iugoslavia cu melodia Bandido. La Eurovision s-au clasat pe locul 5 dar participarea la acest concurs a însemnat pentru acest duet lansarea pe plan național și internațional. 
În luna noiembrie 2007, duetul se separă temporar din cauza tratamentului împotriva cancerului cu care fusese diagnosticată Encarna. După această dată Antonia își continuă cariera muzicală ca cântăreață solo. În luna mai 2009, după recuperarea din boala de care suferise Encarna Salazar lansează primul album solo care se intitulează Desencuentro.

## Discografie
Albume
- 1984: Con la miel en los labios (Cu miere pe buze)
- 1986: Estimúlame (Stimulează-mă)
- 1988: Carne de melocotón (Pulpă de piersică)
- 1990: Bandido (200.000, 2 x platină. Spania) (Bandit)
- 1991: Mambo (100.000, 1 x platină. Spania)
- 1992: Ojos negros (50.000, 1 x aur. Spania) (Ochi negri)
- 1994: El amor (100.000, 1 x platină. Spania) (Iubirea)
- 1996: Esclava de tu piel (400.000, 4 x platină. Spania) (Sclava pielii tale)
- 1997: Mucho Azúcar, Grandes éxitos (50.000, 1 x aur. Spania) (Mult zahăr, multe succese)
- 1998: Olé (200.000, 2 x platină. Spania)
- 2000: Amén (200.000, 2 x platină. Spania) (Amin)
- 2000: Ven devórame otra vez (Vino și devorează-mă încă o dată)
- 2000: Sólo azúcar (Doar zahăr)
- 2000: Hazme el amor (Fă dragoste cu mine)
- 2001: Únicas (50.000, 1 x aur. Spania) (Unice)
- 2003:  Desde el principio (De la început)
- 2006: Bailando con Lola (Dansând cu Lola)

Single-uri
- 1984: „Azúcar Moreno” / „Luna Coqueta” (Zahăr Brun/Luna Cochetă)
- 1984: „Que Si, Que No” / „No Quiero Que Me Quieras” (Ba da, ba nu/Nu vreau să mă iubești)
- 1984: „Canela” / „El Girasol” (Scorțișoară/Floarea soarelui)
- 1986: „Estimúlame” / „Ámame” (Stimulează-mă/Iubește-mă)
- 1988: „Aunque Me Falte El Aire”  / „Limón Amargo” (Chiar dacă am nevoie de aer/Lămâie amară)
- 1988: „Debajo Del Olivo” (Mix In Spain) / „Debajo Del Olivo” (Dub Mix) (Sub măslin)
- 1989: „Aunque Me Falte El Aire” (Lerele Mix) / „Aunque Me Falte El Aire” (Dub Mix)
- 1989: „Chica Vaivén” (Express Mix) / „Chica Vaivén” (Dub Mix)
- 1989: „Alerta Corazón” (Casablanca Mix) / „Alerta Corazón” (Dub Mix) (Alarmă inimă)
- 1990: „Bandido” / „Bandido” (Instrumental) (Bandit)
- 1990: „Ven Devórame Otra Vez” (Vino și devorează-mă încă o dată)
- 1990: „A Caballo” (Călare)
- 1991: „¡Torero!” (Toreadorule!)
- 1991: „Mambo”
- 1991: „Tú Quieres Más (Porque Te Amo)” (Vrei mai mult(Pentru că te iubesc))
- 1991: „Ahora O Nunca” (Acum sau niciodată)
- 1991: „Lujuria” (Luxul)
- 1992: „Moliendo Café” (Râșnind cafea)
- 1992: „Hazme El Amor” (Fă dragoste cu mine)
- 1993: „Veneno” (Venin)
- 1993: „Azucarero” (Remix)
- 1993: „Mírame” (cu Luis Miguel) (Privește-mă)
- 1994: „El Amor” / „Ando Buscando Un Amor” (Iubirea/Caut iubirea)
- 1994: „No Será Fácil” (Nu va fi ușor)
- 1994: „Hay Que Saber Perder” (Trebuie să știi să pierzi)
- 1996: „Sólo Se Vive Una Vez” (The Caribbean Remixes) / (The Mediterranean Remixes) (Trăiești o singură dată)
- 1996: „Esclava De Tu Piel” (Sclava pielii tale)
- 1996: „Hoy Tengo Ganas De Ti” (Azi mi-e poftă de trupul tău)
- 1996: „La Cita” (Întâlnirea)
- 1997: „Bandolero”
- 1997: „Hava Naguila”
- 1997: „Muévete Salvaje” / „Bandido” (Mișcă-te sălbatic/Bandit)
- 1997: „Tápame” (Învelește-mă)
- 1998: „Mecachis” (Câca-m-aș!)
- 1998: „No Pretenderás” (Să nu ai pretenția)
- 1998: „Olé”
- 1998: „Cumbaya” / „Ese Beso” (Cumbaya/Acest sărut)
- 1999: „Agua Que No Has De Beber” (Apă fiindcă nu trebuie să bei)
- 2000: „Amén” (Amin)
- 2000: „Dale Que Dale”
- 2000: „Mamma Mia”
- 2001: „Ay Amor”
- 2002: „Bésame” (Mixes) (Sărută-mă)
- 2002: „Volvería A Nacer” (M-aș naște din nou)
- 2002: „Tequila” (Mixes)
- 2002: „Divina De La Muerte”
- 2003: „Mi Ritmo”
- 2003: „Sobreviviré” (Voi supraviețui)
- 2004: „Se Me Va” (Îmi scapă)
- 2004: „Él” (El)
- 2006: „Clávame” (Înjunghie-mă)
- 2006: „Bailando Con Lola” (Dansând cu Lola)
- 2007: „20 Años”

După ruptura duetului ca cântărețe solo au scos următoarele albume:
- Encarna Salazar Desencuentro 2009 (Dezacord)
- Toñi Salazar Zero azucar 2010 (Zero zahăr)
- Toñi Salazar NUEVO DISCO 2012/2013